# Zvečan
Zvečan (se citește Zvecean) (sârbă Звечан, Zvečan, albaneză Zveçan or Zveçani) este un oraș și municipiu din districtul Kosovska Mitrovica din nordul Kosovo. Conform estimărilor din 2006, municipiul Zvečan avea o populație de 16.600 de locuitori.

## Demografie
În noiembrie 2005, s-a estimat că municipiul era format din 95% de sârbi kosovari, și numai patru familii albaneze kosovare în regiune.
Aproximativ 4,000 de sârbi kosovari se află în municipiu ca persoane strămutate intern (PSI), precum și 250 de refugiați sârbi din Croația.
| Structură etnică, Inclusiv PSI                           |          |      |        |      |            |     |       |      |        |
| Anul / Populație                                         | Albanezi | %    | Sârbi  | %    | Alte etnii | %   | PSI   | %    | Total  |
| 1991                                                     | 1,934    | 19.3 | 7,591  | 75.7 | 554        | 5   | 0     | 0    | 10,030 |
| Ianuarie 1999                                            | 2,261    | 24.5 | 6,825  | 73.9 | 146        | 1.6 | 0     | 0    | 9,229  |
| Numărul curent                                           | 350      | 2.1  | 12,050 | 72.6 | 250        | 1.5 | 4,200 | 25.3 | 16,600 |
| Ref: OSCE - Arhivat în 6 iunie 2011, la Wayback Machine. |          |      |        |      |            |     |       |      |        |

## Istorie
Orașul Zvečan este situat în apropierea orașului Kosovska Mitrovica. A fost menționat pentru prima dată în legătură cu conflictele de frontieră dintre sârbi și bizantini între 1091 și 1094. Există o inscripție care Ștefan Nemanja, după victoria asupra Imperiului Bizantin în 1170, a rugat să fie ținută o slujbă pentru succesul obținut în urma luptei, la biserica Sfântul Gheorghe din Zvečan.
Între secolele XIII - XIV, Zvečan, era reședința regală a curții sârbe. Regina Teodora a murit în acel loc în decembrie 1322, iar nouă ani mai târziu Stefan Uroš III a fost prizonier și spânzurându-se.  La cel mai înalt loc, Orașul de Sus, există resturi de la biserica Sfântul Gheorghe, rezervor, precum și principalul turn octagonal. Meterezele din această parte sunt întărite de turnuri masive. Intrarea principală în oraș se afla în partea de vest.

## Economie
Cea mai mare întreprindere în Zvečan, este fabrica de topirea plumbului și a zincului "Trepča" (română Trepcea). Datorită poluării excesive, ONU și KFOR au închis fabrica, iar singurul loc de muncă este producerea de aliaje pentru baterii și reciclarea bateriilor. Odată ce numărul de muncitori a ajuns la 4,000, operațiile cele mai puține au avut un efect devastator pentru economia locală. 
Astăzi aproximativ 500 de persoane lucrează la 60 de mici companii private și la 150 de magazine.

## Cultură
În Zvečan, se află Facultatea de Arte din Priștina, făcând parte din Universitatea de la Priștina la Kosovska Mitrovica.
În Zvecean, se ține festivalul Jazz & Blues, un festival muzical internațional anual, precum și o colonie de artă anuală internațională și un festival internațional de rock Overdrive.